# Циммерманы
Циммерма́ны (устар. «Циммерманъ») — знатные европейские рыцарские и дворянские рода саксонского, шведского, ливонского, эстляндского, курляндского, австрийского, венгерского, германского, прусского и иного происхождения в Российской империи.

## Варианты фамилий
- англ. Zimmerman, нем. Zimmermann; встречается пол. Cimerman

## Родовые и дворянские гербы
Ввиду того, что происхождение родов и различных семей происходило в разных государствах и в различные исторические периоды времени — известно несколько видов дворянских гербов для фамилии Циммерман (нем. Zimmermann).

### ОГРИч. I с.110

#### Легенда
Братья: Федор Циммерман в службу вступил (1759), секунд-майор (1771), Вильгельм Циммерман, в службу вступил (1756), переведён из капитанов провиантмейстером (1772), Густав Циммерман, произведён прапорщиком (1773), Георгий-Фридрих Циммерман, определён на статскую службу (1754), переводчик канцелярии Лифляндского генерал-губернатора (1760), Готлиб и Герман Циммерманы, недоросли, жалованы дипломом на потомственное дворянское достоинство Екатериной II (1788) и записаны в I часть родословной книги Тамбовской губернии.

#### Описание герба
Щит: пересечён и дважды рассечён лазурью и золотом, в лазоревых частях по золотой леопардовой (львиной) с червлёными языками; увенчан шлемом с бурелетом (золото-лазурь) с развевающимися лентами (завязками). Нашлемник: плюмаж из трёх лазоревых перьев страуса, обременённый золотой головой леопарда. Намёт: лазоревый, подложенный золотом. Герб Цимерманов внесён в Часть 1 Общего гербовника дворянских родов Всероссийской империи, стр. 110.

### ОГРИч. XIV с.159

#### Легенда
Определением Правительствующего сената, состоявшегося 5 октября 1887 года, титулярный советник Юлиус-Роберт-Готфрид Динисович Циммерман, признан в потомственном дворянстве по всемилостивейше пожалованному ему в 1873 году ордену Св. Владимира 4-й степени, с правом на внесение в третью часть Дворянской родословной книги. Герб рода, ведущего начало от Юлия-Роберта-Готфрида Циммермана, утверждён (1889) со внесением в XIV часть Гербовника.

#### Описание герба
В лазуревом поле щите три сучковатых серебряных бревна. Щит увенчан дворянским коронованным шлемом. Нашлемник: рука вверх в лазуревых латах, которая держит серебряный с золотой рукоятью меч. Намет: лазуревый, подложен золотом. Герб рода Юлия Циммермана внесён в Часть 14 Общего гербовника дворянских родов Всероссийской империи, стр. 159.

### Дипломный герб

#### Легенда
Александр-Константин Циммерман (1812 г.р.) — сын статского советника, уездного врача Тукумского уезда Курляндской губернии, доктора медицины Дидриха-Леопольда Циммермана (1780—1845), — вольный медик, доктор медицины, статский советник, 1 мая 1853 года жалован дипломом на потомственное дворянское достоинство.
Александр-Константин Циммерман вместе с братьями Карлом-Фридрихом-Вильгельмом-Августом и Эрнестом-Юлиусом-Эмилем Определением Санкт-Петербургского дворянского депутатского собрания от 18 июля 1846 года признан в потомственном дворянском достоинстве с внесением в III часть Дворянской родословной книги (по заслугам отца); данное Определение утверждено указом Правительствующего Сената, из Временного Присутствия Герольдии, от 31 марта 1847 года за № 4665.

#### Описание герба
Щит разделён на 6 частей: на лазуревом поле 1-й, 3-й и 5-й части по одной серебряной леопардовой голове, а 2-я, 4-я и 6-я части золотого цвета без каких либо дополнений. Щит украшен дворянскими шлемом и короною с тремя белыми страусовыми перьями, на среднем из которых серебряная леопардовая голова. Намёт лазуревого цвета. Герб Циммерманов внесён в Часть 15 Сборника дипломных гербов Российского Дворянства, невнесённых в Общий Гербовник, № 55.

## Известные представители
- Циммерман, Аполлон Эрнестович — генерал от инфантерии (1825—1884).

Кроме того есть ещё несколько родов по фамилии Циммерман.

### Из Боярских книг
- Циммерманов Роман — стряпчий (1658 год).
- Циммерманов Роман — московский дворянин (1668 год).
- Циммерманов Иван Романович — стряпчий (1678−1682 годы), стольник (1686−1692 годы)[6].

### Европейские дворянские роды
- Циммерман (нем. Zimmermann 1550, 1672 годы) — императорское дворянство 1550 года; представлен дворянскому сословию шведского рыцарства[нем.] в 1672 году (№ 811); зачисление в ливонское рыцарство[нем.] (№ 130) и в эстляндское рыцарство (№ 335).[7]
- Циммерман (нем. Zimmermann 1629 год) — императорское дворянство 1629 года; графское поместье 1790 года.[8]
- Циммерман (нем. Zimmermann) — появляется около 1682 года в Королевстве Венгрия.[9]
- Циммерман (нем. Zimmermann 1710 год) — богемское рыцарство 1710 года.[10]
- Циммерман (нем. Zimmermann 1722 год) — императорское дворянство 1722 года; среди курляндской знати.[11]
- Циммерман (нем. Zimmermann 1780 год) — русское дворянство, вступление в 1780 году в эстонское рыцарство[12]
- Циммерман (нем. Zimmermann 1786 год) — прусское дворянство 1786 г.[13]
- Циммерман (нем. Zimmermann 1786 год) — русское дворянство для Иоганна Георга Циммерманна.
- Циммерман (нем. Zimmermann 1792 год) — императорское дворянство 1792 года.[14]
- Циммерман (нем. Zimmermann 1793 год) — императорская знать 1793 года.[15]
- Циммерман (нем. Zimmermann 1796 год) — императорское дворянство в 1796 году для Эберхарда Августа Вильгельма фон Циммерманн[16]
- Циммерман (нем. Zimmermann 1875 год) — русское дворянство 1875 года; запись в Ливонской дворянской родовой книге (№ 49)[17]
- Циммерман (нем. Zimmermann 1877 год) — австрийское рыцарство 1877 года для Иоганна фон Циммерманна (нем. Johann von Zimmermann); запись в Королевской саксонской книге дворянства 1905 года (№ 220).[18]
- Циммерман (нем. Zimmermann 1882, 1899 годы) — гессенское дворянство 1882 года; прусское дворянство 1899 года.[19]
- Циммерман (нем. Zimmermann 1882 год) — австрийское рыцарство 1882 года.[20]
- Циммерман (нем. Zimmermann 1888, 1900, 1901 годы) — прусское дворянство 1888 года для Макса фон Циммерманна (нем. Max von Zimmermann), 1900 и 1901 гг.; запись в Королевской саксонской книге дворянства 1909 года. (№ 309)[21]
- Циммерман (нем. Zimmermann 1896 год) — австрийская знать 1896 года для Роберта фон Циммерманна.
- Циммерман (нем. Zimmermann 1908 год) — саксонская знать 1908 года; запись в Königlich Sächsische Adelsbuch (№ 310).[22]
- Циммерман фон Гёльхайм (нем. Zimmermann von Göllheim) — австрийское рыцарство 1868 года.[23]
- Циммерман фон Харткаар (нем. Zimmermann von Hartkaar) — австрийская знать 1917 года.[24]
- Циммерман фон Зифарт (нем. Zimmermann von Siefart) — магдебургская семья с 1510 года; в 1958 году нет возражений против имени Циммерманн фон Зифарт в соответствии с аристократическим законом.[25]